# マクア・ミート語
マクア・ミート語（マクア・ミートご、英: Makhuwa-Meetto）はバントゥー語群に属する言語である。モザンビークのカボ・デルガード州、ニアサ州および隣接するタンザニアの最南部で話されている。

## 言語名別称
- Emeto
- Imeetto
- Medo
- Meetto
- Meto
- Mêto
- Metto